# Matee Sarakham
Matee Sarakham (thailändisch เมธี สาระคำ; * 21. Mai 1999 in Phuket) ist ein thailändischer Fußballspieler.

## Karriere
Matee Sarakham erlernte das Fußballspielen in der Schulmannschaft der Suankularb Wittayalai School sowie in der Jugendmannschaft des Erstligisten Buriram United. Hier unterschrieb er 2018 einen Zweijahresvertrag. Die Rückserie 2018 wurde er an den Krabi FC ausgeliehen. Der Club aus Krabi spielte in der zweiten Liga, der Thai League 2. Am Ende der Saison musste Krabi den Weg in die Drittklassigkeit antreten. Die Saison 2019 wechselte er ebenfalls auf Leihbasis zum Zweitligisten Lampang FC. Für den Club aus Lampang absolvierte er 15 Zweitligaspiele. Nach Vertragsende in Buriram wechselte er 2020 zum Ligakonkurrenten Samut Prakan City FC nach Samut Prakan. Nach sechs Monaten verließ er Samut Prakan und ging nach Rayong. Hier unterschrieb er einen Vertrag beim Erstligisten Rayong FC. Am Ende der Saison 2020/21 musste er mit Rayong als Tabellenletzter in die zweite Liga absteigen. Für den Verein stand er 18-mal in der ersten Liga auf dem Spielfeld. Nach dem Abstieg verließ er den Verein und schloss sich im Juni 2021 dem Erstligisten PT Prachuap FC an. Zur Rückrunde 2022/23 wechselte er im Januar 2023 auf Leihbasis zum Zweitligisten Ayutthaya United FC. Für den Zweitligisten stand er 14-mal auf dem Spielfeld. Zu Beginn der Saison 2023/24 wechselte zum Bangkoker Zweitligisten Kasetsart FC. Nach sieben Zweitligaspielen wurde sein Vertrag im Dezember 2023 nicht verlängert. Im Januar 2024 verpflichtete ihn der Ligakonkurrent Lampang FC. Am Ende der Saison 2024/25 belegte er mit Lampang den sechsten Tabellenplatz und qualifizierte sich somit für die Aufstiegsspiele zur ersten Liga. Hier musste man sich jedoch im Halbfinale dem Phrae United FC geschlagen geben. Nach der Saison gab Sarakham seinen Abschied aus Lampang bekannt. Im Juni 2025 nahm ihn sein ehemaliger Verein, der Erstligist Rayong FC, wieder unter Vertrag.